# Anna Lindal
Anna Lindal, född 15 juni 1954, är en svensk violinist.
Lindal studerade vid Kungliga Musikhögskolan i Stockholm 1967–1973, samt i Luzern och Winterthur. Hon var medlem av Luzern Festival Strings 1973–1978, anställd i Basel Sinfoniorchester och Basel Radioorchester 1979–1981, S:t Gallen Sinfoniorchester 1981–1983, konsertmästare i Stockholms Filharmoniska Orkester 1983–2001. Hon var medlem av Trio des Lyres, Trio Merdre, stråkkvartetten Alba och tangokvintetten Tango Libre. Hon ingår i många olika kammarensembler och grupper för improvisation såsom Sonanza, Lipparella, JAAS, Skogen, Fire! Orchestra, Bäver, Kommun med flera och framträder mycket i soloprogram. 2002–2008 var hon gästprofessor i violin vid Kungliga Musikhögskolan.
Anna Lindal har varit prorektor vid Kungliga Musikhögskolan och var mellan 2008 och 2012 dekan för den Konstnärliga fakulteten vid Göteborgs universitet.
Anna Lindal är dotterdotter till Nikolaos Skalkottas och violinisten Matla Temko.

## Priser och utmärkelser
- 1995 – Ledamot nr 902 av Kungliga Musikaliska Akademien (vice preses till och med 2012)[1]
- 2005 – Litteris et Artibus
- 2023 – Medaljen För Tonkonstens Främjande

## Diskografi
- 1998 – Violin Alone
- 1998 – Chris Newman: Compassion
- 1999 – Lars Hallnäs: Wo der Wind den Steg umwehet
- 2001 – Sitting Silently
- 2003 – Anders Hillborg: Violin Concerto
- 2014 – Marie Samuelsson: Violin concerto "Bastet Solgudinnan"
- 2017 – Lipparella, Kent Olofsson: "Champs d'Étoiles"
- 2020 – Duo med Eva Lindal: "Bäver"
- 2021 – Lipparella: "Hidden voices"
- 2021 – Ylva Q Arkvik: Violin Concerto "Auspicium"
- 2022 – Lipparella, Walter Zimmermann: "Chantbook for Lipparella"